# 専修大学ソアラーズ
専修大学ソアラーズ（せんしゅうだいがくソアラーズ）は、専修大学体育会に所属する男子バスケットボールチームである。関東大学バスケットボール連盟所属。生田校舎総合体育館を練習拠点としている。

## 歴史
- 1946年に創部された。
- 2002年には全日本学生バスケットボール選手権大会（インカレ）初優勝を果たす。
- 2003年には関東大学リーグ戦、2004年には関東大学選手権においてもそれぞれ初優勝となる。

## 主な成績
- 全日本大学バスケットボール選手権大会優勝：1回（2002年）

## 主な卒業生
- 中原雄
- 伊佐勉
- 脇将典
- 小川忠晴
- 大渕幹大
- 青木勇人
- 岩田淳
- 中川和之
- 半田圭史
- 波多野和也
- 小嶋信哉（卒業後ラグビー転向）
- 長澤晃一（卒業後ラグビー転向）
- 青木康平
- 菊地勇樹
- 佐藤浩貴
- 小淵雅
- 大宮宏正
- 末松勇人
- 友利健哉
- 井上聡
- 浅野崇史
- 勝久マイケル
- 鈴木正晃
- 館山健太
- 喜多川修平
- 長谷川凌
- 大澤歩
- 宇都直輝
- 田代直希
- 渡辺竜之佑
- 秋山熙
- 野口夏来
- 盛實海翔
- 西野曜